# Galach
Le galach est un langage fictif dans l’univers de Dune de Frank Herbert, ainsi que dans d’autres œuvres du même auteur telles que L'Étoile et le Fouet et sa suite Dosadi.
Langage officiel de l’Imperium, il semble tirer ses origines du russe et de l’anglais. Ce langage anglo-slave permet aux populations de pouvoir communiquer quelles que soient leurs planètes d’origine.